# Johann Georg Ahle
Johann Georg Ahle, född (döpt den 12 juni) 1651 i Mühlhausen, Thüringen, död där den 2 december 1706, var en tysk kompositör, organist, diktare och evangelisk kyrkomusiker.

## Biografi
Johann Georg Ahle fick sin första musikaliska utbildning genom sin far Johann Rudolph Ahle, som även han var kompositör och organist. 1671 fortsatte han utgivningen av faderns andliga arior med häftet Neues Zehn Geistlicher Andachten, ett verk som ansågs försvunnet under hela 1900-talet, men ett exemplar upptäcktes i privat ägo vid sekelskiftet och det har sedan publicerats i faksimil.
Efter faderns död 1673 blev han dennes efterträdare vid Sankt Blasius-kyrkan i Mühlhausen. Han efterträddes i sin tur av Johann Sebastian Bach. Liksom fadern invaldes han i stadens råd. 1680 fick han diktarkronan av kejsar Leopold I. Han komponerade arior, ofta till egna texter, men tonsatte även dikter och sånger av bland andra Johann Rist och Philipp von Zesen. Ännu räknas dock merparten av hans verk som förkomna.

## Verk
- Die güldene Sonne bringt Leben und Wonne (Text: Philipp von Zesen)
- Neues Zehn Geistlicher Andachten, Mühlhausen 1671; Faksimile: Eigenverlag Richard Voss, 2001
- Unstrutische Nachtigall
- Musikalisches Frühlings-, Sommer-, Herbst- und Wintergespräch